# Schismatogobius
Schismatogobius és un gènere de peixos de la família dels gòbids i de l'ordre dels perciformes.

## Distribució geogràfica
Es troba des de Sri Lanka fins a Fiji.

## Taxonomia
- Schismatogobius ampluvinculus (Chen, Shao & Fang, 1995)[3]
- Schismatogobius bruynisi (de Beaufort, 1912)[4]
- Schismatogobius deraniyagalai (Kottelat & Pethiyagoda, 1989)[5]
- Schismatogobius fuligimentus (Chen, Séret, Pöllabauer & Shao, 2001)[6]
- Schismatogobius insignus (Herre, 1927)[7]
- Schismatogobius marmoratus (Peters, 1869)[8]
- Schismatogobius pallidus (Herre, 1934)[9]
- Schismatogobius roxasi (Herre, 1936)[10]
- Schismatogobius vanuatuensis (Keith, Marquet & Watson, 2004)[11]
- Schismatogobius vitiensis (Jenkins & Boseto, 2005)[12][13][14][15][16][17][18]